# Pterophorus diwani
Pterophorus diwani is een vlinder uit de familie vedermotten (Pterophoridae). De wetenschappelijke naam van de soort is voor het eerst geldig gepubliceerd in 1981 door Arenberger.